# Europese kampioenschappen kunstschaatsen 1963
De Europese Kampioenschappen kunstschaatsen zijn wedstrijden die samen een jaarlijks terugkerend evenement vormen, georganiseerd door de Internationale Schaatsunie (ISU).
De kampioenschappen van 1963 vonden plaats van 5-10 februari op de ijsbaan Városligeti Müjégpálya in het stadspark van Boedapest, Hongarije. Het was de vierde keer dat de EK kampioenschappen hier plaatsvonden, eerder werden de mannentoernooien van 1895 en 1909 (toen nog in de dubbelmonarchie Oostenrijk-Hongarije) en de kampioenschappen van 1955 in Boedapest gehouden.
Voor de mannen was het de 55e editie, voor de vrouwen en paren was het de 27e editie en voor de ijsdansers de tiende editie.

## Historie
De Duitse en Oostenrijkse schaatsbond, verenigd in de "Deutscher und Österreichischer Eislaufverband", organiseerden zowel het eerste EK Schaatsen voor mannen als het eerste EK Kunstschaatsen voor mannen in 1891 in Hamburg, in toen nog het Duitse Keizerrijk, nog voor het ISU in 1892 werd opgericht. De internationale schaatsbond nam in 1892 de organisatie van het EK kunstschaatsen over. In 1895 werd besloten voortaan het WK kunstschaatsen te organiseren en kwam het EK te vervallen. In 1898, na twee jaar onderbreking, vond toch weer een herstart plaats van het EK kunstschaatsen.
De vrouwen en paren zouden vanaf 1930 jaarlijks om de Europese titel strijden. De ijsdansers streden vanaf 1954 om de Europese titel in het kunstschaatsen.

## Deelname
Er namen deelnemers uit vijftien landen deel aan deze kampioenschappen. Zij vulden 71 startplaatsen in de vier disciplines in.
Voor België nam Christine Van der Putte voor de tweede maal deel in het vrouwentoernooi.
Voor Nederland nam Wouter Toledo voor de vijfde keer deel in het mannentoernooi en Sjoukje Dijkstra nam voor de achtste keer deel in het vrouwentoernooi.
(Tussen haakjes het totaal aantal startplaatsen over de disciplines.)
| Oostenrijk (9) West-Duitsland (9) Tsjecho-Slowakije (8) Verenigd Koninkrijk (8) Frankrijk (7) | Duitse Democratische Republiek (7) Sovjet-Unie (5) Zwitserland (5) Hongarije (4) Italië (2) | Nederland (2) Polen (2) België (1) Noorwegen (1) Zweden (1) |

## Medaille verdeling
Bij de mannen prolongeerde Alain Calmat de Europese titel, het was zijn vierde medaille, in 1958 werd hij derde en in 1961 tweede. Manfred Schnelldorfer op de tweede plaats veroverde zijn vierde medaille, van 1960-1962 werd hij derde. Emmerich Danzer op plaats drie veroverde zijn eerste EK medaille.
Bij de vrouwen prolongeerde Sjoukje Dijkstra de Europese titel, het was haar vierde titel oprij en haar vijfde medaille, in 1959 werd ze tweede. Nicole Hassler op plaats twee veroverde haar eerste EK medaille. Regine Heitzer op plaats drie eindigde voor het vierde opeenvolgende jaar op het erepodium, van 1960-1962 werd ze tweede.
Bij de paren veroverden Marika Kilius / Hans-Jürgen Bäumler voor de vijfde opeenvolgende keer de Europese titel, het was ook hun vijfde medaille gezamenlijk. Voor Kilius was het haar achtste medaille, van 1955-1957 werd ze met Franz Ningel derde. Het Sovjet paar Ludmila Belousova / Oleg Protopopov prolongeerden hun tweede plaats van 1962, het was ook hun tweede EK medaille. Het duo op plaats drie, Tatjana Zjoek / Alexander Gavrilov, veroverden hun eerste EK medaille.
Bij het ijsdansen werden Linda Shearman / Michael Phillips het zesde paar die de Europees titel wonnen, het was hun derde medaille, in 1961 werden ze derde en in 1962 tweede. Op de tweede positie stonden Eva Romanová / Pavel Roman voor de tweede keer op het erepodium, in 1962 werden ze derde. Het debuterende paar Janet Sawbridge / David Hickinbottom veroverden de derde plaats.
| Discipline | Goud                                | Zilver                              | Brons                                |
| ---------- | ----------------------------------- | ----------------------------------- | ------------------------------------ |
| Mannen     | Alain Calmat                        | Manfred Schnelldorfer               | Emmerich Danzer                      |
| Vrouwen    | Sjoukje Dijkstra                    | Nicole Hassler                      | Regine Heitzer                       |
| Paren      | Marika Kilius / Hans-Jürgen Bäumler | Ludmila Belousova / Oleg Protopopov | Tatjana Zjoek / Alexander Gavrilov   |
| IJsdansen  | Linda Shearman / Michael Phillips   | Eva Romanová / Pavel Roman          | Janet Sawbridge / David Hickinbottom |

## Uitslagen
| #      | naam (deelname)           | land                                    | pc |
| ------ | ------------------------- | --------------------------------------- | -- |
| Goud   | Alain Calmat (10)         | Vlag van Frankrijk                      |    |
| Zilver | Manfred Schnelldorfer (9) | Vlag van Duitsland                      |    |
| Brons  | Emmerich Danzer (3)       | Vlag van Oostenrijk                     |    |
| 4      | Peter Jonas (7)           | Vlag van Oostenrijk                     |    |
| 5      | Sepp Schönmetzler (3)     | Vlag van Duitsland                      |    |
| 6      | Ralph Borghard (2)        | Vlag van Duitse Democratische Republiek |    |
| 7      | Valeri Meshkov (3)        | Vlag van Sovjet-Unie                    |    |
| 8      | Jeno Ebert                | Vlag van Hongarije                      |    |
| 9      | Hugo Dumler               | Vlag van Duitsland                      |    |
| 10     | Heinrich Podhasjsky (4)   | Vlag van Oostenrijk                     |    |
| 11     | Robert Dureville (2)      | Vlag van Frankrijk                      |    |
| 12     | Malcolm Cannon (2)        | Vlag van Verenigd Koninkrijk            |    |
| 13     | Vaclav Kotek              | Vlag van Tsjechië                       |    |
| 14     | Wouter Toledo (5)         | Vlag van Nederland                      |    |
| 15     | Giordano Abbondati (3)    | Vlag van Italië                         |    |
| 16     | Philippe Pelissier        | Vlag van Frankrijk                      |    |
| 17     | Markus Germann (2)        | Vlag van Zwitserland                    |    |
| 18     | Hywel Evans               | Vlag van Verenigd Koninkrijk            |    |
| 19     | Günther Zöller            | Vlag van Duitse Democratische Republiek |    |
| 20     | Frantiszek Spitol         | Vlag van Polen (1928-1980)              |    |
| 21     | Mirian Flic               | Vlag van Tsjechië                       |    |

| #      | naam (deelname)               | land                                    | pc     |
| ------ | ----------------------------- | --------------------------------------- | ------ |
| Goud   | Sjoukje Dijkstra (8)          | Vlag van Nederland                      |        |
| Zilver | Nicole Hassler (5)            | Vlag van Frankrijk                      |        |
| Brons  | Regine Heitzer (6)            | Vlag van Oostenrijk                     |        |
| 4      | Jana Mrázková (4)             | Vlag van Tsjechië                       |        |
| 5      | Sally-Anne Stapleford         | Vlag van Verenigd Koninkrijk            |        |
| 6      | Diana Carol Clifton-Peach (7) | Vlag van Verenigd Koninkrijk            |        |
| 7      | Jacqueline Harbord (2)        | Vlag van Verenigd Koninkrijk            |        |
| 8      | Ingrid Ostler                 | Vlag van Oostenrijk                     |        |
| 9      | Franzi Schmidt (5)            | Vlag van Zwitserland                    |        |
| 10     | Gabriele Seyfert (3)          | Vlag van Duitse Democratische Republiek |        |
| 11     | Karin Gude (2)                | Vlag van Duitsland                      |        |
| 12     | Ann Margret Frei (3)          | Vlag van Zweden                         |        |
| 13     | Sandra Bregnera (3)           | Vlag van Italië                         |        |
| 14     | Astrid Czermak                | Vlag van Oostenrijk                     |        |
| 15     | Hana Maskova                  | Vlag van Tsjechië                       |        |
| 16     | Zsuzsa Szentmiklossy          | Vlag van Hongarije                      |        |
| 17     | Christine Van der Putte (2)   | Vlag van België                         |        |
| 18     | Micheline Joubert             | Vlag van Frankrijk                      |        |
| 19     | Dorette Bek (2)               | Vlag van Zwitserland                    |        |
| 20     | Tamara Bratusj (3)            | Vlag van Sovjet-Unie                    |        |
| 21     | Elzbieta Koscik               | Vlag van Polen (1928-1980)              |        |
| -      | Anna Karine Dehle (5)         | Vlag van Noorwegen                      | t.z.t. |

| #      | naam (deelname)                               | land                                    | pc |
| ------ | --------------------------------------------- | --------------------------------------- | -- |
| Goud   | Marika Kilius (9) Hans-Jürgen Bäumler (8)     | Vlag van Duitsland                      |    |
| Zilver | Ludmila Belousova (5) Oleg Protopopov (5)     | Vlag van Sovjet-Unie                    |    |
| Brons  | Tatiana Zjoek (2) Alexandr Gavrilov (2)       | Vlag van Sovjet-Unie                    |    |
| 4      | Margrit Senf (3) Peter Gobel (3)              | Vlag van Duitse Democratische Republiek |    |
| 5      | Milada Kubíková (2) Jaroslav Votruba (2)      | Vlag van Tsjechië                       |    |
| 6      | Gerda Johner (5) Rudi Johner (5)              | Vlag van Zwitserland                    |    |
| 7      | Agnesa Wlachovska Peter Bartosiewicz          | Vlag van Tsjechië                       |    |
| 8      | Brigitte Wockoeck (2) Heinz-Ulrich Walter (2) | Vlag van Duitse Democratische Republiek |    |
| 9      | Sonja Pfersdorf Gunther Matzdorf              | Vlag van Duitsland                      |    |
| 10     | Irene Muller (3) Hans Georg Dallmer (3)       | Vlag van Duitse Democratische Republiek |    |
| 11     | Sigrid Reichman Wolfgang Danne                | Vlag van Duitsland                      |    |
| 12     | Galina Sedova Georgij Proskurin               | Vlag van Sovjet-Unie                    |    |
| 13     | Ingeborg Strell Ferry Dedovich                | Vlag van Oostenrijk                     |    |
| 14     | Gerlinde Schonbauer Wilheim Bietak            | Vlag van Oostenrijk                     |    |
| 15     | Maria Csordas Laszlo Kondi                    | Vlag van Hongarije                      |    |

| #      | naam (deelname)                              | land                                    | pc |
| ------ | -------------------------------------------- | --------------------------------------- | -- |
| Goud   | Linda Shearman (3) Michael Philipps (3)      | Vlag van Verenigd Koninkrijk            |    |
| Zilver | Eva Romanova (5) Pavel Roman (5)             | Vlag van Tsjechië                       |    |
| Brons  | Janet Sawbridge David Hickinbottom           | Vlag van Verenigd Koninkrijk            |    |
| 4      | Gyorgyi Korda (4) Pal Vasarhelyi (4)         | Vlag van Hongarije                      |    |
| 5      | Mary Parry (4) Roy Mason (4)                 | Vlag van Verenigd Koninkrijk            |    |
| 6      | Marlyse Fornachon (3) Charles Pichard (5)    | Vlag van Zwitserland                    |    |
| 7      | Jitka Babicka (3) Jaromir Holan (4)          | Vlag van Tsjechië                       |    |
| 8      | Ghislaine Houdas Francis Gamichon            | Vlag van Frankrijk                      |    |
| 9      | Helga Burckhardt (2) Hannes Burckhardt (6)   | Vlag van Oostenrijk                     |    |
| 10     | Armelle Flichy (4) Pierre Brun (4)           | Vlag van Frankrijk                      |    |
| 11     | Christel Trebesiner (3) Gerald Felsinger (6) | Vlag van Oostenrijk                     |    |
| 12     | Rita Kwiet-Paucka (7) Peter Kwiet (7)        | Vlag van Duitsland                      |    |
| 13     | Eva Marie Reuter Bernd Egert                 | Vlag van Duitse Democratische Republiek |    |

Medaillewinnaars

Mannen · 
Vrouwen ·
Paren · 
IJsdansen

Toernooi

1891 · 
1892 · 
1893 · 
1894 · 
1895 · 
1896-1897 · 
1898 · 
1899 · 
1900 · 
1901 · 
1902-1903 · 
1904 · 
1905 · 
1906 · 
1907 · 
1908 · 
1909 · 
1910 · 
1911 · 
1912 · 
1913 · 
1914 · 
1915-1921 · 
1922 · 
1923 · 
1924 · 
1925 · 
1926 · 
1927 · 
1928 · 
1929 · 
1930 · 
1931 · 
1932 · 
1933 · 
1934 · 
1935 · 
1936 · 
1937 · 
1938 · 
1939 ·
1940-1946 · 
1947 · 
1948 · 
1949 · 
1950 · 
1951 · 
1952 · 
1953 · 
1954 · 
1955 · 
1956 · 
1957 · 
1958 · 
1959 · 
1960 · 
1961 · 
1962 · 
1963 · 
1964 · 
1965 · 
1966 · 
1967 · 
1968 · 
1969 · 
1970 · 
1971 · 
1972 · 
1973 · 
1974 · 
1975 · 
1976 · 
1977 · 
1978 · 
1979 · 
1980 · 
1981 · 
1982 · 
1983 · 
1984 · 
1985 · 
1986 · 
1987 · 
1988 · 
1989 · 
1990 · 
1991 · 
1992 · 
1993 · 
1994 · 
1995 ·
1996 · 
1997 · 
1998 · 
1999 · 
2000 · 
2001 · 
2002 · 
2003 · 
2004 · 
2005 · 
2006 ·
2007 ·
2008 ·
2009 ·
2010 ·
2011 ·
2012 ·
2013 ·
2014 ·
2015 ·
2016 ·
2017 ·
2018 ·
2019 ·
2020 ·
2021 · 
2022 · 
2023 · 
2024 · 
2025

WK kunstschaatsen ·
WK kunstschaatsen junioren ·
Viercontinentenkampioenschap ·
Olympische Spelen